# Estadio municipal de Maspalomas
El estadio municipal de Maspalomas se ubica en San Fernando, en el municipio de San Bartolomé de Tirajana (Las Palmas) España. Fue inaugurado el 13 de septiembre de 1992. Tiene una capacidad de 6.000 espectadores, y una dimensión de 90x70 metros. También cuenta con una pista de atletismo. Entre sus mayores logros, fue una temporada en Segunda División, en la 2000-01, con el Universidad de Las Palmas.